# Oligau
Oligau (en népalais : ओलिगाउँ) est un comité de développement villageois du Népal situé dans le district d'Achham. Au recensement de 2011, il comptait 3 328 habitants.